# Rapportführer
Rapportführer (odpowiednik żeński Rapportführerin) – tzw. raportowy w hitlerowskich obozach koncentracyjnych. Był drugim po Schutzhaftlagerführerze (kierowniku obozu) najważniejszym urzędnikiem Wydziału III w strukturze niemieckich obozów.
Do jego obowiązków należało:
1. dokładne ustalanie stanu liczbowego więźniów na apelach,
2. dbanie o punktualne doprowadzanie więźniów do raportu u kierownika obozu, lekarza obozowego, komendantury lub Wydziału Politycznego (gestapo obozowego),
3. był przełożonym Blockführerów (blokowych) i ich kontrolował,
4. meldowanie kierownikowi obozu o wszelkich dostrzeżonych uchybieniach,
5. wykonywanie wszelkich zarządzonych przez komendanta lub kierownika kar i zdawanie pisemnych sprawozdań z ich wykonania.

Wśród Rapportführerów znalazło się wielu zbrodniarzy, do najbardziej znanych można zaliczyć: Gerharda Palitzscha, Oswalda Kaduka, Ludwiga Plagge (wszyscy Auschwitz-Birkenau), Franza Xavera Trenkle (Dachau), czy Andreasa Truma (Mauthausen-Gusen).